# Verzorgingsplaats Wildinghe
Verzorgingsplaats Wildinghe is een Nederlandse verzorgingsplaats langs de A7 richting Zaandam tussen afrit 16 (Witmarsum) en knooppunt Zurich in de gemeente Súdwest-Fryslân.
Bij de verzorgingsplaats is een tankstation van Shell Express aanwezig.
Ongeveer 200 meter ten zuiden van de Rijksweg bij het dorpje Wons loopt de Wildinghelaan.
Aan de andere kant van de snelweg ligt even verderop verzorgingsplaats Hayum.
Richting Bad Nieuweschans:
Middelsloot · 
De Koggen · 
Broerdijk · 
Hoge Kwel · 
Monument · 
Breezanddijk · 
Hayum · 
Laerd · 
De Horne · 
De Wâlden · 
Mienscheer · 
Dikke Linde · 
Meedenertol · 
Bunderneuland (D)
Richting Zaandam:
Poort van Groningen · 
Roode Til · 
Veenborg · 
Oude Riet · 
De Vonken · 
Bloksloot · 
Wildinghe · 
Breezanddijk · 
Monument · 
Den Oever · 
De Wierde · 
De Horn · 
Kruisoord